# Clavulina septocystidiata
Clavulina septocystidiata är en svampart som beskrevs av R.H. Petersen 1988. Clavulina septocystidiata ingår i släktet Clavulina och familjen Clavulinaceae.   Inga underarter finns listade i Catalogue of Life.